# Plan Magne
Plan Magne (französisch für Große Ebene) ist ein 34 m hohes und felsiges Plateau im westzentralen Teil der Pétrel-Insel im Géologie-Archipel vor der Küste des ostantarktischen Adélielands.
Französische Wissenschaftler benannten es 1963.